# Galo Arellano
Galo Mauricio Arellano Armijos (Quito, 19 de enero de 1979) es un periodista ecuatoriano radicado en Estados Unidos. Ha trabajado en varios programas de las cadenas televisivas Univisión y Telemundo, entre ellos Primer Impacto y Al rojo vivo. En septiembre de 2022 se hizo acreedor a un galardón en los Premios Emmy de Noticia y Documental, como parte del equipo del programa Noticiero Univisión.

## Biografía
Realizó sus estudios secundarios en el Colegio Spellman, donde fue presidente del Club de Periodismo, luego ingresó a la Universidad Politécnica Salesiana. Su primera incursión en la comunicación fue a los 15 años en Radio Latina FM 88. También colaboró en emisoras como Radio Majestad y HOT 106.
Trabajó como reportero en la cadena televisiva Ecuavisa en el programa Dentro y Fuera, lo que le permitió entrar en contacto con personas de la cadena estadounidense Univisión.
En 2000 emigró a Estados Unidos y empezó a trabajar como corresponsal para Univisión en el programa Primer Impacto, para quienes ya había realizado algunas coberturas mientras estaba en Ecuador. Entre los eventos que cubrió durante su tiempo en la cadena estuvieron los atentados del 11 de septiembre de 2001. Posteriormente se cambió a la cadena Telemundo junto al equipo de la periodista María Celeste Arrarás y empezó a trabajar como corresponsal en el programa Al rojo vivo, donde permaneció por siete años.
En 2009 creó el programa Ecuatorianos en el mundo para la cadena Ecuavisa, en el que realizaba reportajes sobre las experiencias de migrantes ecuatorianos que vivían en distintos países extranjeros. El programa pasó luego a la cadena de televisión pública Ecuador TV.
En 2010 regresó a la cadena Univisión y empezó a laborar en el programa Noticiero Univisión.
Recibió su primera nominación a un galardón de los Premios Emmy de Noticia y Documental en 2017, como parte del equipo del programa Noticiero Univisión. El 28 de septiembre de 2022, fue declarado ganador, junto al resto del equipo de Noticiero Univisión, de la categoría «Mejor programa de noticias en español» en la edición 43 de los Premios Emmy de Noticia y Documental.

### Vida personal
En junio de 2021, fue objeto de una serie de insultos homófobos luego de realizar una publicación en la red social Twitter en que incluyó una foto con su esposo, el arquitecto mexicano Arturo Ochoa, con quien para esa fecha llevaba cuatro años de casado. Tras los ataques, Arellano recibió el apoyo de la Fundación Andina para la Observación y Estudio de Medios.